# Fortin de Genay
Le fortin de Rancé est un château situé dans la commune de Genay, dans le Rhône.

## Protection
Le fortin est inscrit au titre des monuments historiques depuis 1947.